# Вулиця Іванова (Запоріжжя)
Вýлиця Івано́ва — одна з головних вулиць у Шевченківському районі міста Запоріжжя. Назву вулиця отримала на честь Героя Радянського Союзу, учасника громадянської війни в Іспанії та радянсько-фінської війни, льотчика-винищувача, командира 866-го винищувального авіаційного полку підполковника авіації Петра Іванова. Є транзитною магістраллю міста Запоріжжя, оскільки цією вулицею пролягають шляхи у напрямку автомагістралей М18E105 (Харків — Сімферополь — Ялта), Н15 (Запоріжжя — Донецьк) та Міжнародного аеропорту «Запоріжжя».

## Забудова

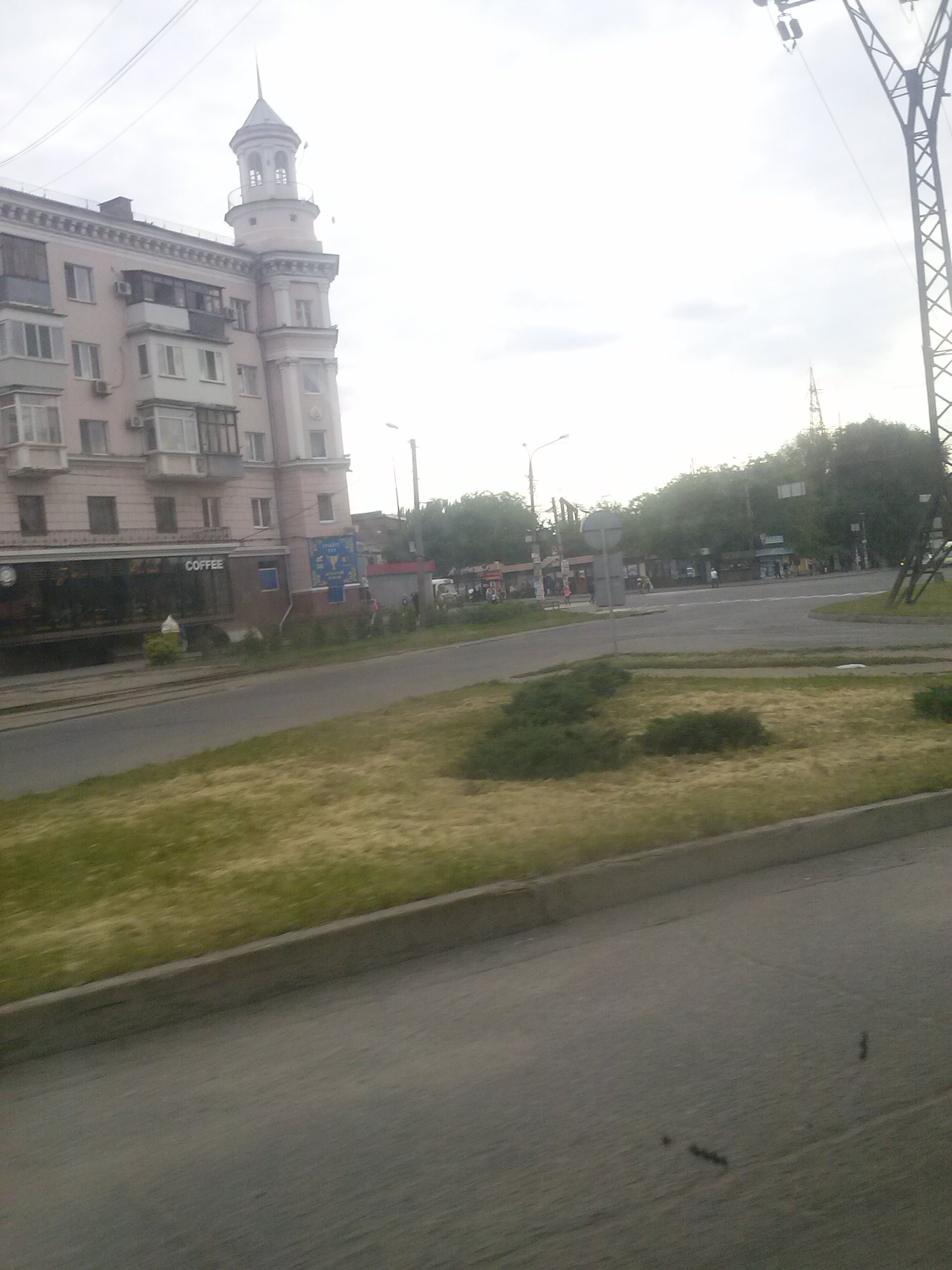
Вулиця Іванова

На початку вулиці забудова представлена групою одно-, двоповерхових будинками приватного сектору, надалі переважно цегляними 5-ти поверховими будинками. Переважна більшість забудови відноситься до 1970—1980-х років. 
26 травня 2009 року біля Державного підприємства Запорізьке машинобудівне конструкторське бюро «Івченко-Прогрес» ім. академіка О. Г. Івченка (вул. Іванова, 2) було відкрито пам'ятник його творцю — генеральному конструктору, академіку Івченко Олександру Георгійовичу.

## Навчальні заклади
- Запорізький авіаційний коледж ім. О. Г. Івченка (вул. Іванова, 97)

## Підприємства
- Запорізьке машинобудівне конструкторське бюро «Прогрес» ім. академіка О. Г. Івченка (вул. Іванова, 2)

## Спортивні заклади
- Спортивний комплекс «Мотор-Січ» (вул. Іванова, 24)
- Плавальний басейн «Славутич» (ПАТ «Мотор-Січ»)
- Стадіон «Стріла»
- Спортивна школа № 18

## Торгівля
Торгівля представлена супермаркетом «Сільпо» (вул. Іванова, 1А) та багатьма дрібними продовольчими крамницями і кіосками.